# Lophochernes mindoroensis
Espèce
Lophochernes mindoroensis est une espèce de pseudoscorpions de la famille des Cheliferidae.

## Distribution
Cette espèce est endémique de Mindoro aux Philippines. Elle se rencontre vers San Jose.

## Étymologie
Son nom d'espèce, composé de mindoro et du suffixe latin -ensis, « qui vit dans, qui habite », lui a été donné en référence au lieu de sa découverte, Mindoro.

## Publication originale
- Beier, 1966 : Über Pseudoscorpione von den Philippinen. Pacific Insects, vol. 8, p. 340-348.